# Смедли, Роб
Роб Смедли (англ. Rob Smedley; род. 28 ноября 1973, Мидлсбро, Великобритания) — британский гоночный инженер.

## Общая информация

### Личная жизнь
Смедли женат на Люси, у них двое сыновей — Фрэнки и Феликс.
После смерти в 2007 году своей дочери Минни супруги проводят в Мидлсбро специальные благотворительные мероприятия средства от которых идут на исследования по снижению младенческой смертности и мертворождений.

### Роб в поп-культуре
Часть радиопереговоров Смедли с Массой имеют культовый статус среди болельщиков Ferrari F1. Некоторые реплики Роба стали относительно популярными рингтонами для мобильных телефонов.

## Биография
Роб посещал школу Святого Питера в Саут-Банке, позже Смедли окончил колледж Святой Марии в Мидлсбро. В 18 лет британец поступает в Университет Лафборо. В Лестершире он получал знания в области математики и машиностроения. В итоге Смедли была присвоена магистратская степень.
Деятельность в автоспорте Роб начал в подразделении компании Peugeot в BTCC, где он работал в группе отвечающей за подвеску. Позже Смедли работал в МЧ Ф-3000 и в туринговом подразделении Williams Grand Prix Engineering Limited.
В 2001-м году британец устраивается в Jordan F1. В ирландской команде Смедли первоначально работал инженером по сбору данных телеметрии, позже он был переведён в гоночную бригаду. По окончании сезона-2003 Роб перешёл в команду Ferrari F1, где занял одну из должностей в тестовом подразделении команды.
В середине 2006 года, в рамках перестановок в гоночной бригаде команды, Смедли стал гоночным инженером Фелипе Массы, сменив ранее выполнявшего эти обязанности Габриэле делли Колли. Сотрудничество вскоре дало свои плоды — бразилец стал меньше ошибаться по ходу уик-эндов и в целом улучшил результаты. При Робе Масса завоёвывает свой первый поул и выигрывает первую гонку — в том же году на гран-при Турции.
В радиопереговорах со своим подопечным британец известен своей прямолинейностью и определённым юмором. Во время гран-при Малайзии 2009 года, в ответ на жалобы бразильца на запотевший перед рестартом визор, Смедли предложил Фелипе остыть.
Во время пропуска бразильцем части сезона-2009 из-за последствий травмы, британец работал с заменявшими его Лукой Бадоером и Джанкарло Физикеллой.
В 2009 году Смедли был удостоен почётной степени «доктора профессиональных исследований» университета Тиссиди (Мидлсбро, Великобритания).

### Гран-при Германии 2010 года
Во время гонки на Хоккенхаймринге Смедли в какой-то момент передал Фелипе следующую инструкцию:

Хорошо, итак, Фернандо быстрее тебя. Можешь подтвердить, что ты понял моё сообщение ?

После этого, уверенно лидировавший бразилец чуть сбросил скорость и позволил сначала догнать, а потом и обогнать себя своему партнёру по команде Фернандо Алонсо, который в тот момент опережал Массу на 31 очко в общем зачёте чемпионата мира и имел некоторые шансы побороться за чемпионский титул.
Вскоре после обгона была зафиксирована следующая реплика Роба в радиопереговорах:

Отлично. Молодец. Теперь следуй за ним. Извини.

После гонки Ferrari была оштрафована на $100,000 за использование запрещённой командной тактики, но результат гонки относительно пилотов итальянской команды был оставлен в силе.

## Карьера
| Годы    | Должность                                   | Команда  | Серия     |
| ------- | ------------------------------------------- | -------- | --------- |
| 1997-98 | Специалист по подвеске                      | Peugeot  | BTCC      |
| 1999    | Инженер в тестовой бригаде                  | Williams | BTCC      |
| 2000    | Инженер в гоночной бригаде                  |          | МЧ Ф-3000 |
| 2001    | Инженер по сбору данных                     | Jordan   | Ф-1       |
| 2002-03 | Инженер в гоночной бригаде                  | Jordan   | Ф-1       |
| 2004-05 | Инженер в тестовой бригаде                  | Ferrari  | Ф-1       |
| 2006-13 | Гоночный инженер                            | Ferrari  | Ф-1       |
| 2014-18 | Глава отдела повышения эффективности болида | Williams | Ф-1       |